# Diarmuid Mac Murchadha Caomhánach
Diarmuid Mac Murchadha Caomhánach (también conocido como Diarmait na nGall, Dermot de los forasteros, Daimait MacMorchada, o Dermot MacMurrough en inglés) fue un rey irlandés de la provincia de Leinster que ha pasado a la historia como el traidor más notorio de la historia de Irlanda. Tras ser expulsado de su trono por el «rey supremo» Rory O'Connor, huyó primero hacia Bristol, donde se refugió durante un tiempo, para luego dirigirse a Normandía, desde donde solicitó ayuda a Enrique II para recuperar su reino.
La posterior invasión convirtió a Enrique en señor de Irlanda, y dio comienzo a un período de dominación inglesa que llegaría hasta el siglo XX.

## Comienzos y familia
Mac Murchada, descendiente de Brian Boru y miembro de la dinastía Uí Cheinnselaig, nació en 1110, hijo de Donnchad, rey de Leinster y de Dublín. Su padre murió en 1115, durante una batalla contra los vikingos de Dublín, donde fue enterrado junto con el cuerpo de un perro (hecho que en la época se consideraba un gran insulto).
Tal y como permitían las leyes Brehon, tuvo dos esposas; la primera de ellas, Mór Ua Tuathaill, fue madre de Aoife de Leinster y de Conchobhar Mac Murchada. Con su otra esposa, Sadb of Uí Faeláin, tuvo una hija llamada Orlaith, la cual se casaría con Domnall Mór, otro rey de Munster. Además, tuvo dos hijos ilegítimos, Domnall Cáemánach (muerto en 1175) y Ena Cennselach (que fue cegada en 1169).

## Rey de Leinster
A la muerte de su hermano menor, Mac Murchada se convirtió inesperadamente en rey de Leinster. El entonces «Rey Supremo», Turlough O'Connor (en irlandés Toirdelbach mac Ruaidri Ua Conchobair), se opuso a su reinado temiendo (y con razón) que Mac Murchada se convirtiese en su rival. Turlough envió entonces al príncipe de Breifne, Tiernan O´Rourke (en gaélico Tigernán Ua Ruairc) en un intento de hostigar y expulsar del trono al joven Mac Murchada. O´Rourke lanzó una campaña brutal, aniquilando el ganado de los habitantes de Leinster, para tratar de extender la hambruna por la provincia. Mac Murchada fue expulsado de su trono, pero consiguió recuperarlo en 1132 gracias a la ayuda de otros clanes de la provincia. Siguieron a estos acontecimientos dos décadas de inestabilidad entre O'Connor y Diarmait. De hecho, en 1152 se unió al «Rey Supremo» durante una campaña contra De Breifne, señorío de O'Rourke, que había perdido el favor real, pasando a ser un proscrito.
Este antagonismo con Tiernan O'Rourke pudo haber tenido su origen en el hecho de que Diarmuit secuestró a la esposa de Tiernan (de nombre Dervorgilla) con todo su ajuar. Se dice, además, que Dervorgilla no se opuso a este secuestro, y que permaneció durante varios años en Ferns, bajo protección de Diarmuit. Esto, junto a su edad relativamente avanzada, hace pensar que fuera, bien una rehén, o una refugiada. En cualquier caso, este hecho no contribuyó a suavizar las relaciones entre O'Rourke y Mac Murrough.

## Exilio y retorno
En 1166 aprovechando la muerte de Muirchertach MacLochlainn, Gran rey, y único aliado de Mac Murchada, una gran coalición dirigida por Ua Ruairc atacó Leinster. Ua Ruairc y sus aliados tomaron la provincia sin dificultades y Mac Murchada y su mujer a duras penas consiguieron salvar la vida. Mac Murchada huyó a Gales, desde donde embarcó a Inglaterra y Francia en busca de Enrique II, al que solicitó autorización para reclutar tropas que le permitieran recuperar Leinster. Enrique II tenía en su posesión la Bula Papal, Laudabiliter que le concedía jurisdicción sobre Irlanda en caso de que fuera necesario salvaguardar la autoridad de la iglesia.

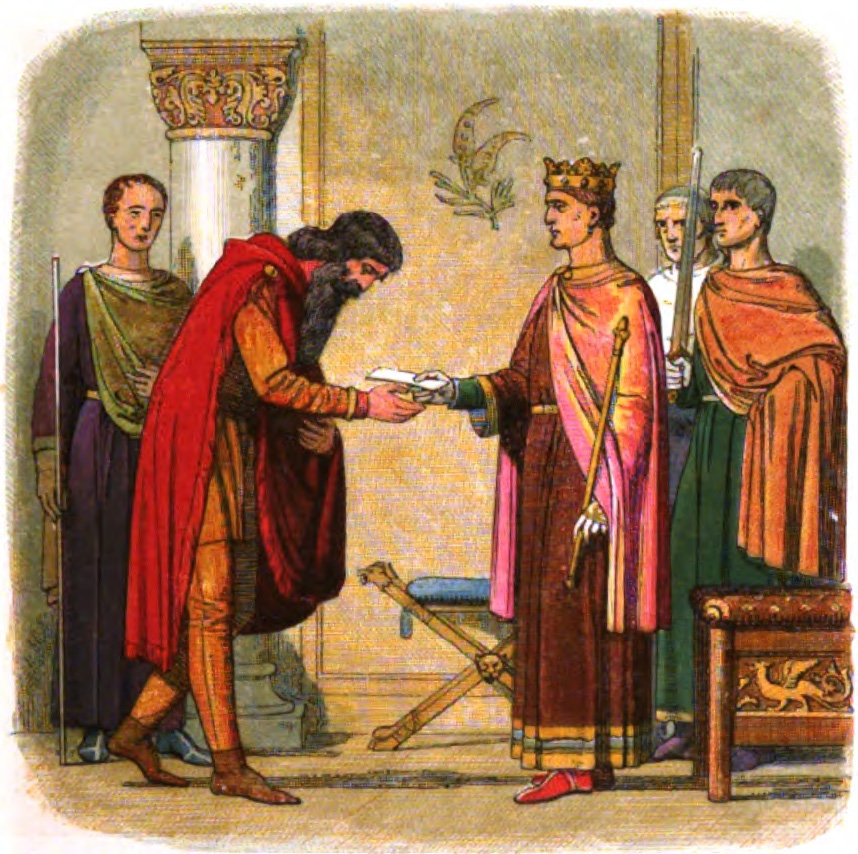
Enrique II concede a Dermot MacMurrough permiso para reunir fuerzas para recuperar el reino de Leinster. James William Edmund Doyle (1864)

A su regreso a Gales, Mac Murchada contó con la ayuda de Robert FitzStephen, que le ayudó a reclutar un ejército mercenario, formado por soldados normandos y galeses que le ayudasen a recuperar su reino. Entre ellos se encontraba Ricardo de Clare, popularmente conocido como Strongbow (Arcofuerte), que se casaría con Aoife, hija de Mac Murchada, en 1170.
Mientras tanto, en Irlanda y ya con la ausencia de Diarmuid, Rory O'Connor se convirtió en el nuevo «Rey Supremo». Mac Murchada planeó entonces no sólo recuperar Leinster, sino también expulsar al clan Uí Conchobair del trono de Irlanda y conseguir el título de «Rey Supremo» para él.
Rápidamente se hizo con el control del reino de Dublín, el de Ossory y el reino de Waterford; en poco tiempo, todo Leinster estaba de nuevo en su poder. Marchó entonces sobre Tara (la sede mítica del poder en Irlanda) para derrocar a Ruaidri. Mac Murchada contaba con que Ruaidri no dañaría a los rehenes que tenía en su poder (entre ellos, Conchobhar Mac Murchadha, su propio hijo), pero forzó demasiado la situación y fueron ejecutados.
Se produjo entonces un enfrentamiento entre ambos ejércitos, en el que Mac Murrough fue derrotado, tras lo que solicitó ayuda a Strongbow (por entonces en Gales). Strongbow desembarcó al sur de la isla al frente de un pequeño grupo de caballeros normandos y galeses y conquistó Waterford, Wexford y, poco después, la ciudad de Dublín. Por su parte, Diarmuit, desolado tras la muerte de su otro hijo Domhnall, se retiró al monasterio de Ferns, donde murió pocos meses después.
Strongbow contrajo matrimonio con la hija de Dermot, Aoife, lo que le proporcionó el control de todo el territorio de Leinster, así como la lealtad de sus habitantes.
Áed Ua Crimthainn, probablemente historiador en la corte de Diarmait, describió en el Libro de Leinster las ambiciones de Diarmait y los logros de su bisabuelo Diarmait mac Maíl na mBó.

## Reputación posterior
La historia posterior irlandesa ha descrito a Diarmaid como el paradigma del traidor a su patria; sin embargo, su intención no fue, en ningún caso, que los ingleses invadieran Irlanda, sino utilizar la ayuda de Enrique II para recuperar su trono y convertirse en nuevo Rey Supremo de Irlanda.
Giraldus Cambrensis, historiador cambro-normando que visitó Irlanda en 1185 y varios de cuyos primos y tíos habían luchado en este bando, escribía lo siguiente acerca de Mac Murchadha:

Dermot era un hombre alto de estatura y robusto de constitución; un soldado cuyo corazón estaba en la lucha y que se levantaba valiente entre su propia nación. De tanto entonar su grito de guerra, su voz se había vuelto ronca. Un hombre que prefería ser temido por todos antes que amado por cualquiera. Un hombre que oprimiría a sus mejores vasallos mientras el elevaba a otros de baja cuna. Un tirano para sus súbditos, y odiado por los extraños; su mano contra cada hombre y la de cada hombre contra él.

## Muerte y descendientes
Tras la invasión de Strongbow, Enrique II preparó una nueva invasión, con el fin de atar en corto a sus súbditos normandos y afianzar lo conseguido. En noviembre de 1171, en Dublín, todos los reyes de Irlanda le presentaron su sumisión, que aceptó. Además, su legitimidad moral sobre Irlanda fue ratificada por la confirmación en 1172 de la bula Laudabiliter, por el papa Alejandro III y por el Sínodo de Cashel. Añadió entonces a su ya larga lista de títulos el de Señor de Irlanda.
Por su parte, Rory O'Connor fue privado de su título de Gran rey, perdiendo poco después el de rey de Connaught a manos de su hijo Connor. Para recuperarlo, decidió, al igual que hiciera Mac Murchada antes que él, recurrir a la ayuda inglesa, aunque no logró sus objetivos. En 1171, el Señorío de Irlanda comprendía únicamente una pequeña zona alrededor de Dublín y Waterford, zona conocida como La Empalizada (the Pale), mientras que el resto de Irlanda estaba dividida entre barones galeses y normandos. El Tratado de Windsor de 1175, rubricado por Saint Lawrence O'Toole y Enrique II, selló el fin de la contienda, permitiendo que los clanes irlandeses (como los O'Connor en Connacht y los O'Neill en el Ulster) mantuvieran el poder en sus áreas de influencia.
Posteriormente la mayoría de las familias normandas gobernantes comenzaron a fusionarse los irlandeses, adaptando su lengua y sus costumbres y llegando a ser denominados Más irlandeses que los mismísimos irlandeses, lo que daría lugar, en el siglo XIV a nuevas acciones civiles y militares por parte de los soberanos británicos para afianzar su control sobre la isla.